# Erhard Loretan
Erhard Loretan ( 28. dubna 1959 – 28. dubna 2011) byl švýcarský horolezec. Třetí člověk, který dosáhl vrcholů všech osmitisícovek a druhý, kterému se to podařilo bez použití umělého kyslíku. Na čtrnáctou osmitisícovku vystoupil v 36 letech a je tak dodnes čtvrtým nejmladším člověkem, kterému se to povedlo. Všechny výstupy uskutečňoval alpským stylem a často i novými cestami. Má po něm být pojmenována dosud bezejmenná hora v Antarktidě. V roce 2002 zemřel jeho sedmiměsíční syn.

## Život v mládí
Narodil se ve městě Bulle v kantonu Fribourg. Svou horolezeckou kariéru začal ve věku 11 let v Alpách. Začal pracoval jako umělecký truhlář a poté od roku 1981 jako horský vůdce. Roku 1980 absolvoval první expedici do jihoamerických And.

## Horolezecké úspěchy
Loretan během 13 let, mezi lety 1982 a 1995 dosáhl vrcholů všech osmitisícovek. Používal tzv. alpský styl, tedy postupoval při výstupu přímo k vrcholu bez použití kyslíkových lahví, bez výškových nosičů a bez zajištění cesty fixními lany. Roku 1983 dosáhl během pouhých 15 dnů vrcholů tří osmitisícovek Broad Peak, Gašerbrum I a Gašerbrum II. O rok později uskutečnil prvovýstup východní stěnou Annapurny. Roku 1985 vystoupil východní stěnou Dhaulágirí jako první člověk v zimě. V roce 1986 dokázal spolu s Jeanem Troilletem vystoupit na vrchol Mount Everestu a sestoupit zpět do základního tábora během 43 hodin, když lezl i v noci. O čtyři roky později pak uskutečnil prvovýstupy jihozápadní stěnou Čo Oju a jižní stěnou Šiša Pangmy. Při výstupu na Lhoce v roce 1994 měl původně v plánu pokusit se o přechod všech tří vrcholů této hory. Ale po dosažení hlavního vrcholu tento záměr vzdal. Naposledy stanul na vrcholu osmitisícovky v roce 1995, když vystoupil na třetí nejvyšší horu světa Kančendžengu. Při tomto výstupu byli on a Jean Troillet posledními, kdo viděli živého Benoîta Chamouxe. V letech 1997 a 2000 se dvakrát neúspěšně pokoušel vystoupit na Nanga Parbat přes hřeben Mazeno. Poprvé byl jeho spolulezcem Wojciech Kurtyka, při druhém pokusu lezl s Jeanem Troilletem. Uskutečnil také přechod Grónska v roce 2001.

## Smrt
28. dubna 2011, v den svých 52. narozenin, Loretan zemřel při pokusu o výstup na horu Gross Grünhorn. Loretan vedl k vrcholu svou partnerku, která těsně pod vrcholem uklouzla a strhla Loretana s sebou. Loretan dvousetmetrový pád nepřežil a byl na místě mrtev. Jeho partnerka přežila a úspěšně se uzdravuje.

## Úspěšné výstupy na osmitisícovky
- 1982 Nanga Parbat (8125 m n. m.)
- 1983 Gašerbrum II (8035 m n. m.)
- 1983 Gašerbrum I (8068 m n. m.)
- 1983 Broad Peak (8047 m n. m.)
- 1984 Manáslu (8163 m n. m.)
- 1984 Annapurna (8091 m n. m.)
- 1985 K2 (8611 m n. m.)
- 1985 Dhaulágirí (8167 m n. m.)
- 1986 Mount Everest (8849 m n. m.)
- 1990 Čo Oju (8201 m n. m.)
- 1990 Šiša Pangma (8013 m n. m.)
- 1991 Makalu (8465 m n. m.)
- 1994 Lhoce (8516 m n. m.)
- 1995 Kančendženga (8586 m n. m.)

## Další úspěšné výstupy
- 1980 Artesonraju (6025 m n. m.)
- 1980 Huascaran (6768 m n. m.)

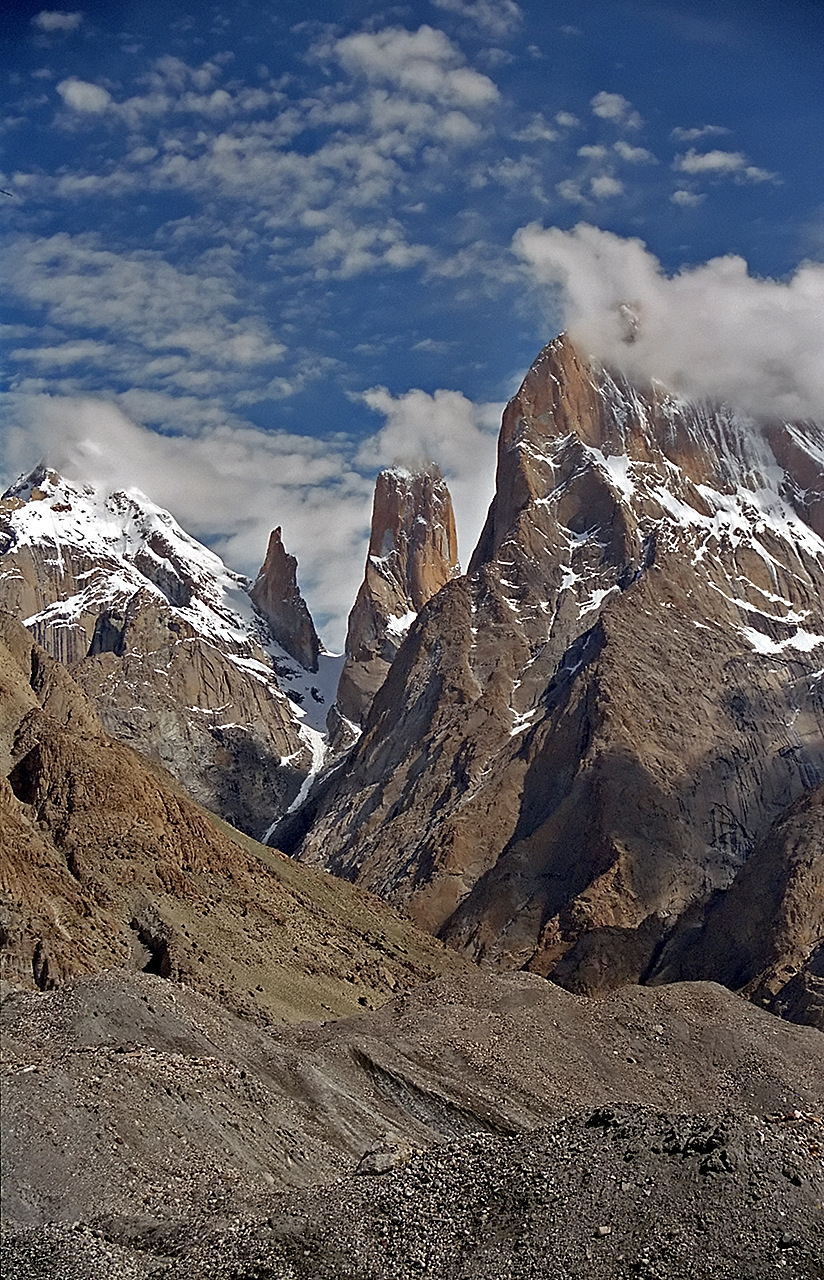
Věže Trango v Pákistánském Karákóramu

- 1985 Eiger (severní stěnou, 3970 m n. m.)
- 1988 věže Trango (6287 m n. m.)
- 1990 Denali (6190 m n. m.)
- 2001 přechod Grónska